# Paj-Choj
De Paj-Choj (Russisch: Пай-Хой) is een middelgebergte in het autonome district Nenetsië in Europees Rusland. Het ligt ten zuiden van de Karazee in noordoostelijk Europa. De Paj-Choj vormt de in noordwestelijke richting lopende voortzetting van het Oeralgebergte en ligt ten noorden van de Arctische Oeral. Het gebergte loopt af naar de kust van de Karazee in het noorden. Ten noordwesten van de Paj-Choj bevindt zich de nauwe Joegorstraat, waarachter zich het eiland Vajgatsj bevindt. Ten zuidwesten ervan ligt het Noord-Russisch Laagland. In het zuidoosten loopt het langzaam over in de Arctische Oeral.